# وایروکا (ویسکانسین)
وایروکا، ویسکانسین  (به انگلیسی: Viroqua) شهری در شهرستان ورنان ایالت ویسکانسین است که در سال ۱۸۸۵ بنیان‌گذاری شده‌است. این شهر طبق سرشماری سال ۲۰۱۰ میلادی ۵٬۰۷۹ نفر جمعیت داشته‌است.

## نگارخانه

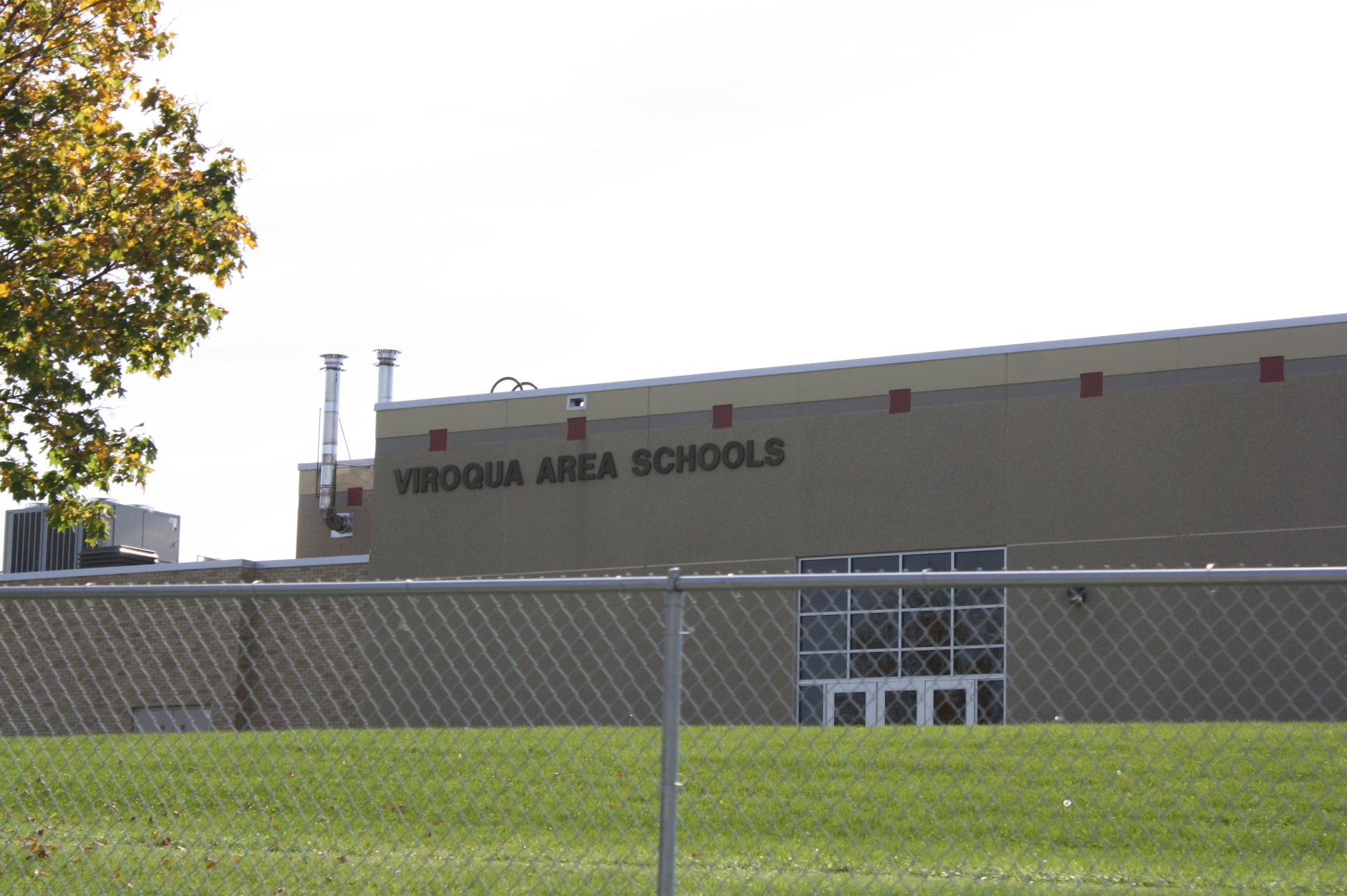
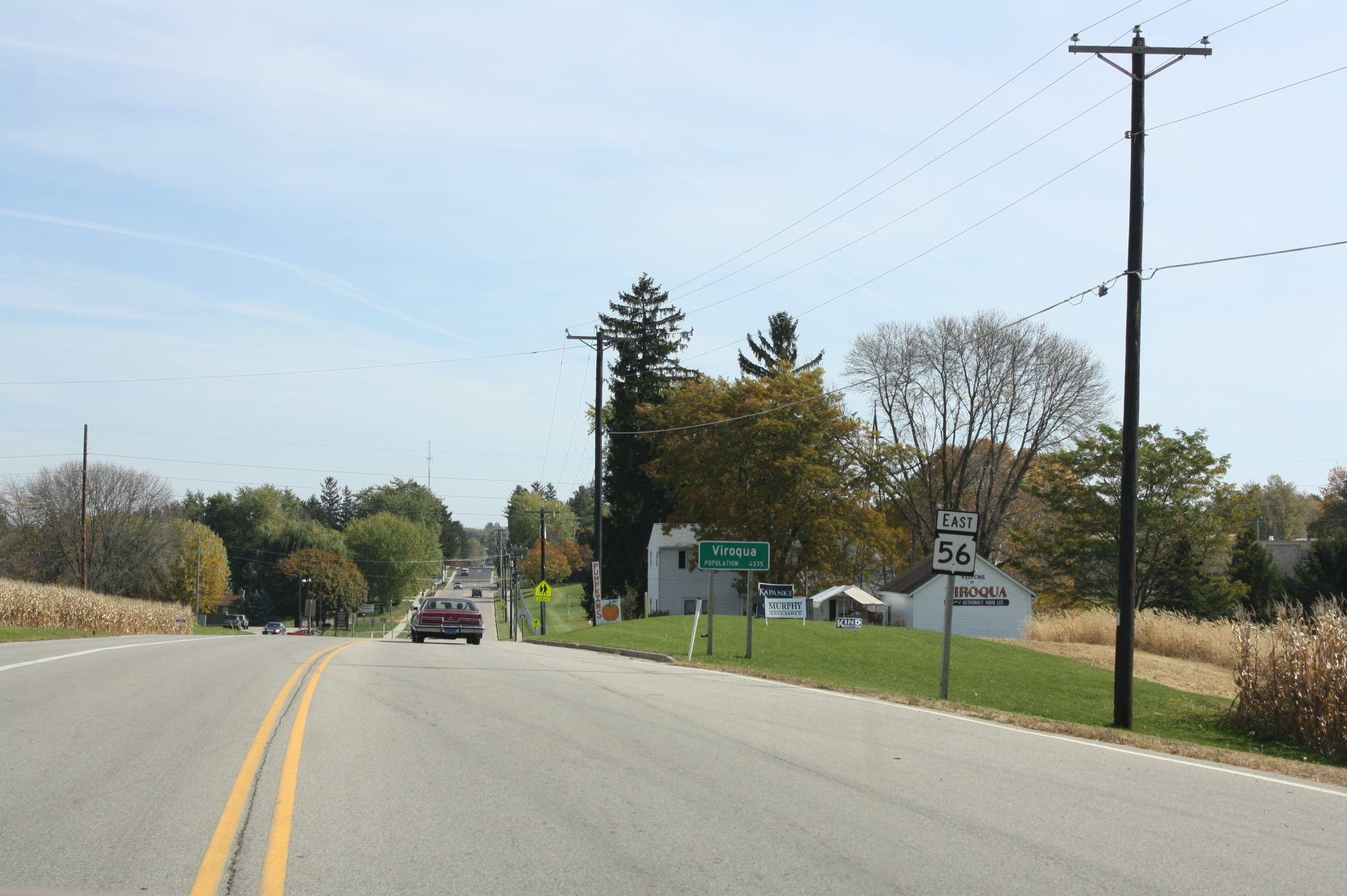
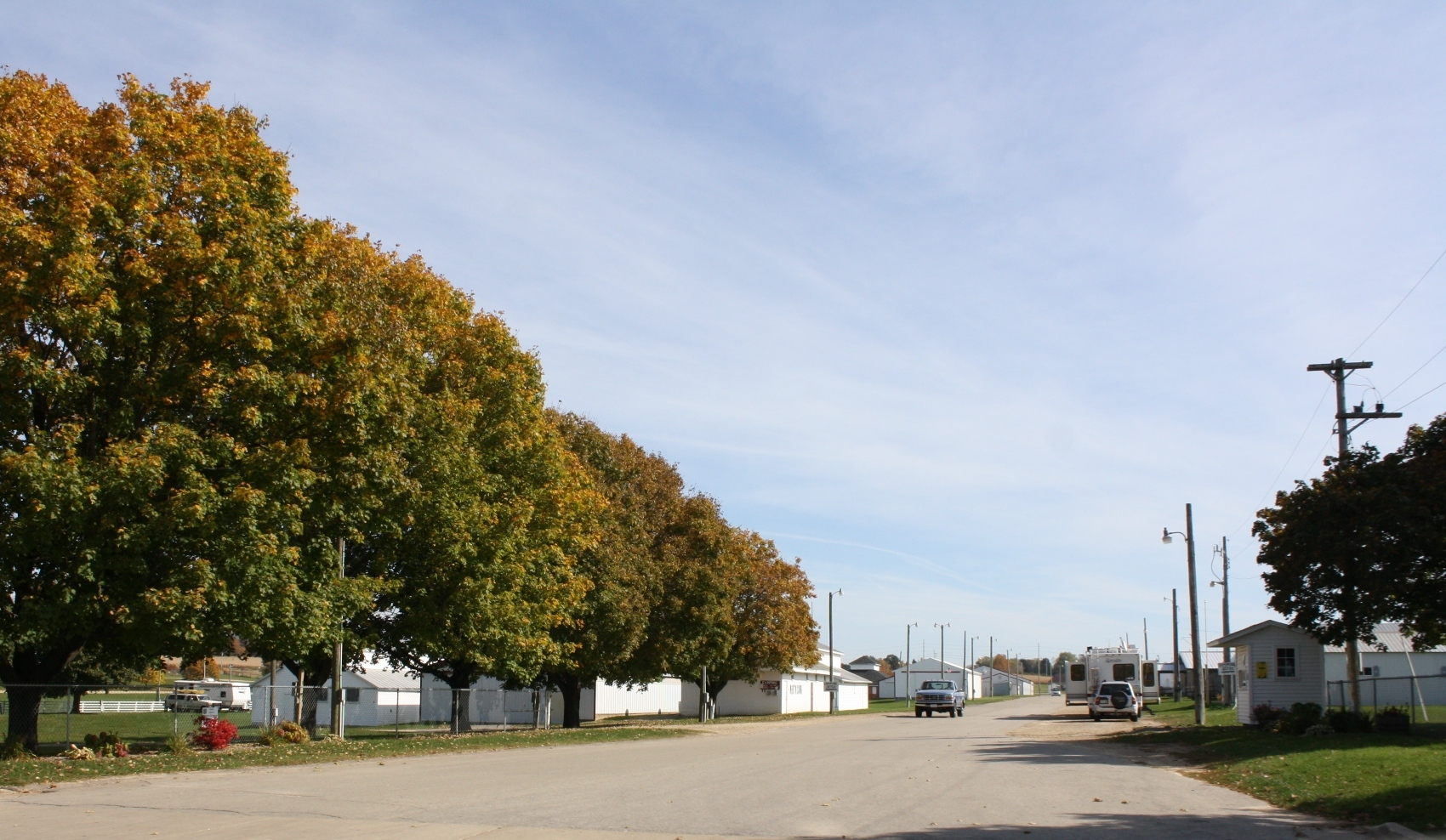